# Lanoe Falconer
Lanoe Falconer es el seudónimo por el que es conocida la escritora escocesa Mary Elizabeth Hawker (1848-1908)

## Biografía
Mary Elizabeth Hawker nació en Inveraray (Escocia) el 29 de enero de 1848. Era hija primogénita del mayor Peter William Lanoe Hawker y de Elizabeth Eraser. Su abuelo fue el teniente coronel Peter Hawker, famoso deportista y autor del manual Instructions to Young Sportsmen (1814), que fue un éxito reimpreso a lo largo de todo el siglo XIX.
La educación de Hawker fue informal y principalmente autodidacta, a base de la lectura indiscriminada de los libros a su disposición.
El padre de Hawker falleció cuando ella tenía nueve años y su madre volvió a casarse cinco años después. 
Las relaciones con su padrastro no fueron precisamente buenas.
La nueva familia vivió sucesivamente en Francia y Alemania, donde Mary Elizabeth aprendió ambas lenguas, además de a tocar el piano.

## Carrera profesional
Hawker fue una escritora precoz, que publicó sus primeras historias cortas en periódicos y revistas. Su primera obra de envergadura, la novela Mademoiselle Ixe (1890), apareció ya bajo el seudónimo "Lanoe Falconer", en el que la primera palabra es un anagrama de Alone ("Solitaria") y la segunda un sinónimo de su apellido real (tanto Hawker como Falconer significan "halconero" en español).
La novela, una historia de misterio protagonizada por una institutriz que trabajaba en una casa británica y establecía relación con los nihilistas rusos, tuvo un éxito resonante, tanto en Gran Bretaña como en el extranjero, siendo traducida al francés, alemán, italiano y neerlandés. Por su contenido antizarista fue prohibida en Rusia.
En 1891 Falconer publicó su segunda obra más conocida,  la novela corta Cecilia de Nöel, una historia de fantasmas, en la que la cuestión de la creencia o escepticismo en fenómenos sobrenaturales se aprovecha para trazar un retrato ideológico -"el evangelio"- de cada uno de los personajes. De esta obra hay traducción española a cargo de Olalla García. Ese mismo año publicó The Hotel d'Angleterre.
A pesar de la popularidad alcanzada, la producción literaria de Falconer decayó a partir de la muerte de su madre en 1901, lo que le supuso un trauma que deterioró seriamente la salud física y mental de la escritora. Su última obra Old Hampshire Vignettes apareció en 1907.
Mary Elizabeth Hawker murió de tuberculosis  el 16 de junio de 1908 en Broxwood Court, Herefordshire.